# Héricourt-en-Caux
Héricourt-en-Caux est une commune française située dans le département de la Seine-Maritime, en région Normandie.

## Géographie

### Localisation
La commune est située dans le pays de Caux.
| Sommesnil                             | Robertot          | Carville-Pot-de-Fer  |
| Cleuville Ancourteville-sur-Héricourt | Héricourt-en-Caux | Anvéville            |
| Cliponville                           | Rocquefort        | Hautot-Saint-Sulpice |

La commune se trouve à proximité de la ville de Rouen.

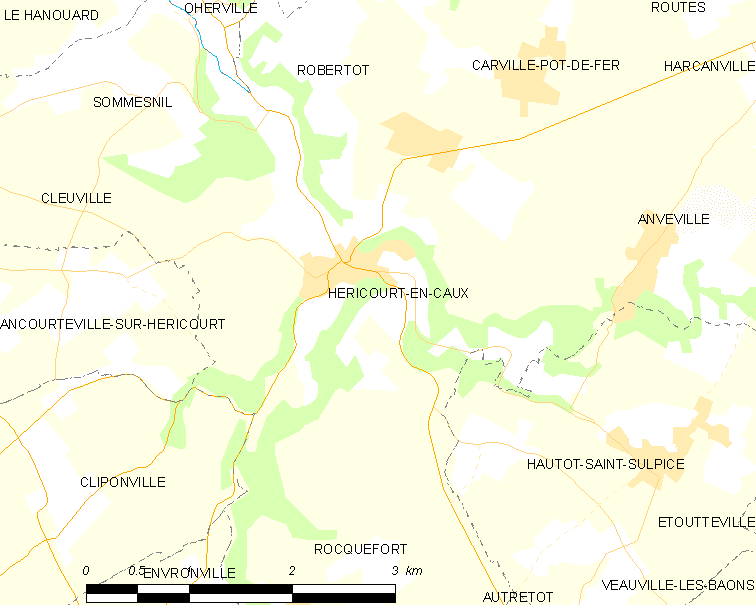
Carte de la commune.
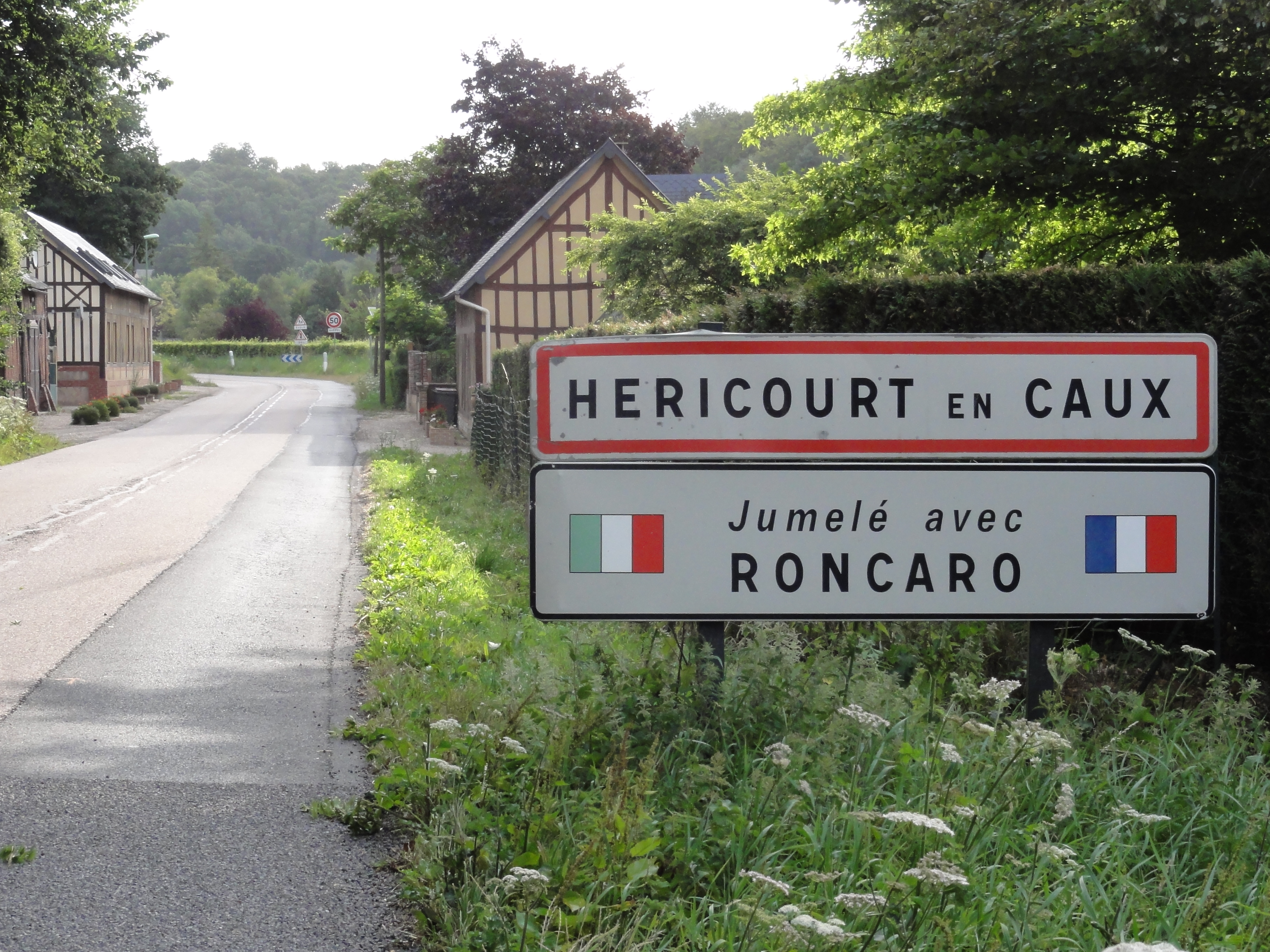
Entrée de l'agglomération.
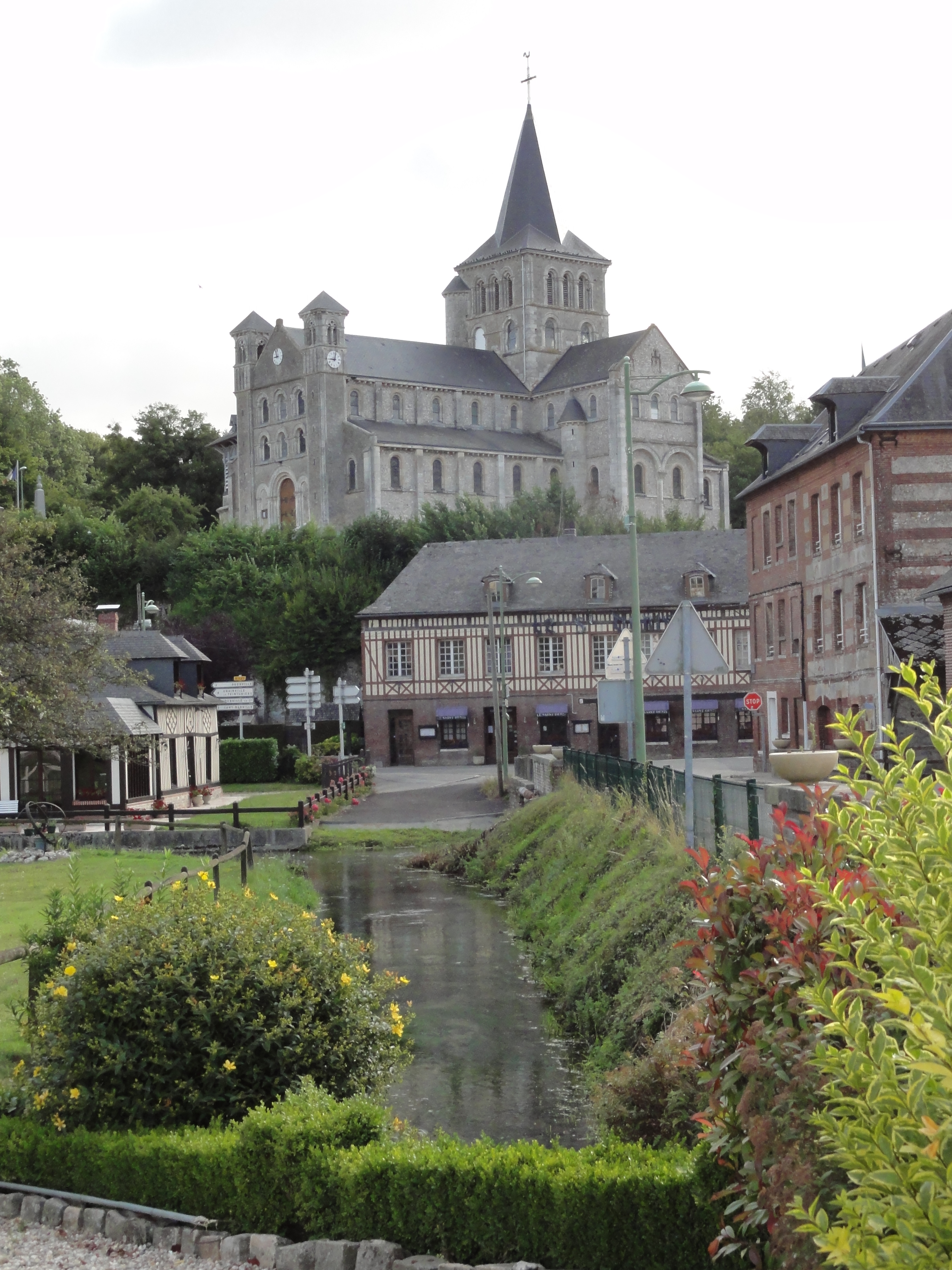
L'église Saint-Denis surplombant le centre-bourg.
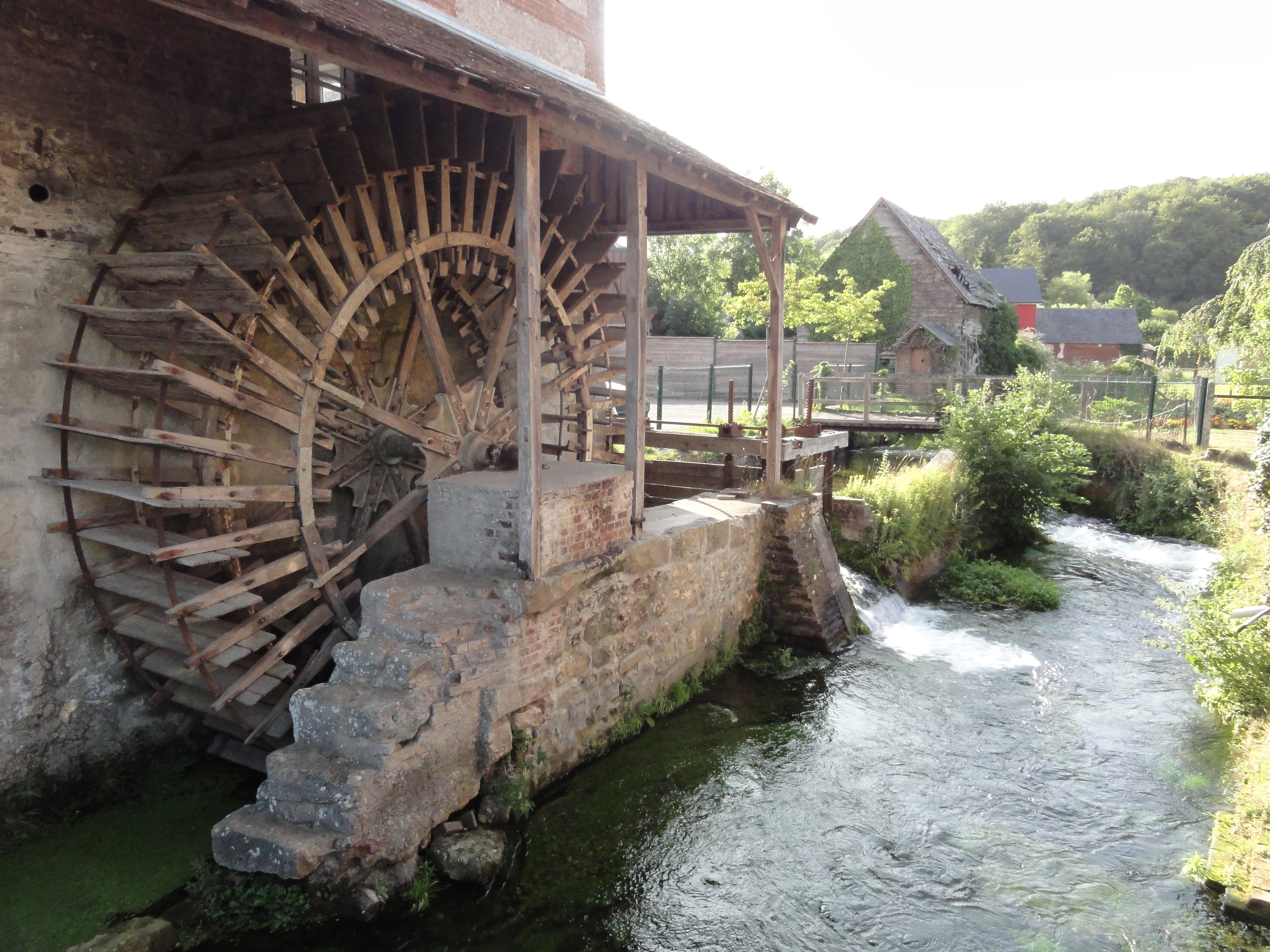
La Durdent traversant le centre d'Héricourt.
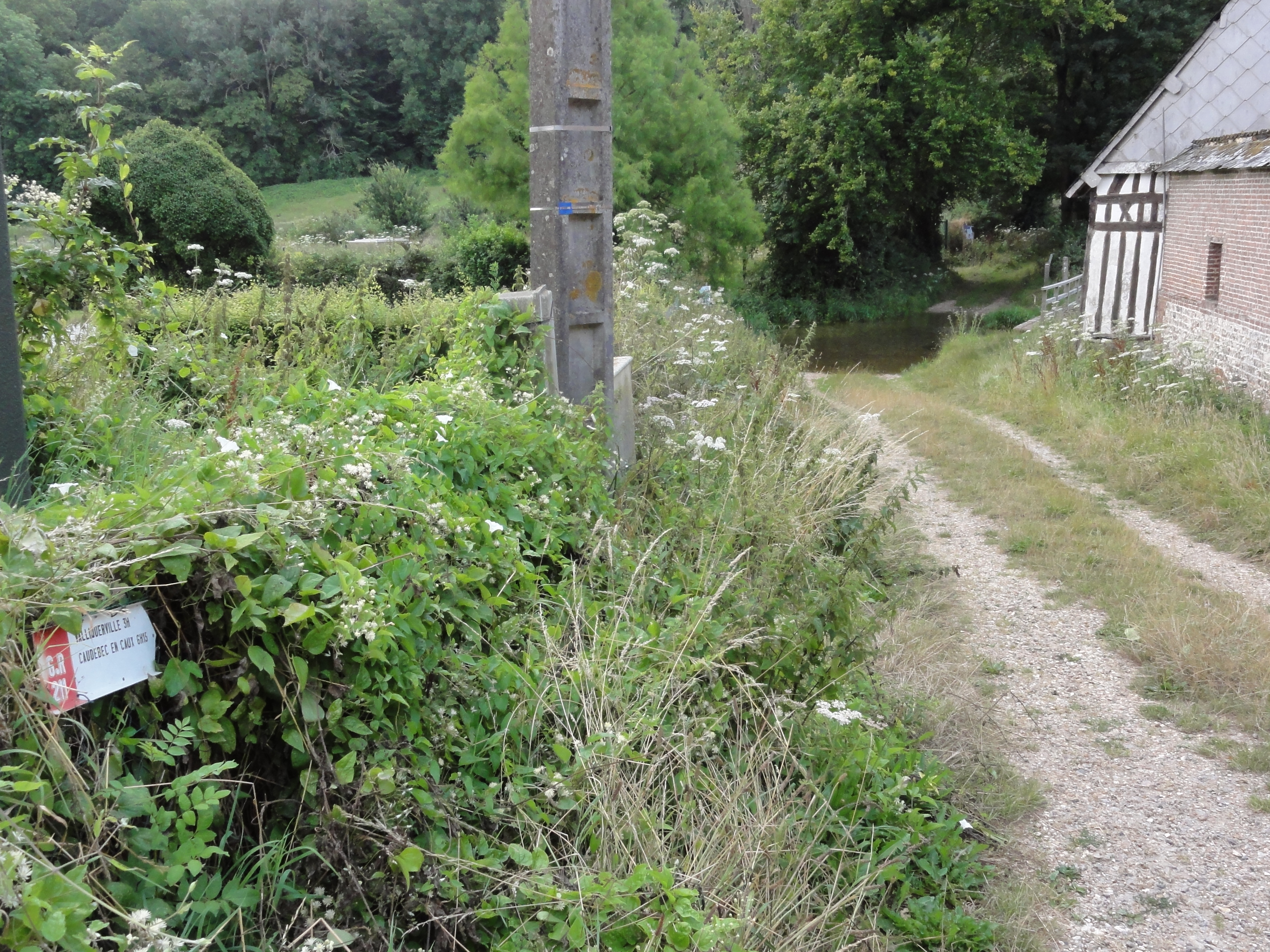
La GR 211, traversant la Durdent à gué ou sur passerelle..

### Hydrographie
La commune est située dans le bassin Seine-Normandie. Elle est drainée par la Durdent et la Valett,,.
La Durdent, d'une longueur de 25 km, prend sa source dans la commune et se jette  dans la Manche en limite des communes de Paluel et de Veulettes-sur-Mer, après avoir traversé onze communes. 

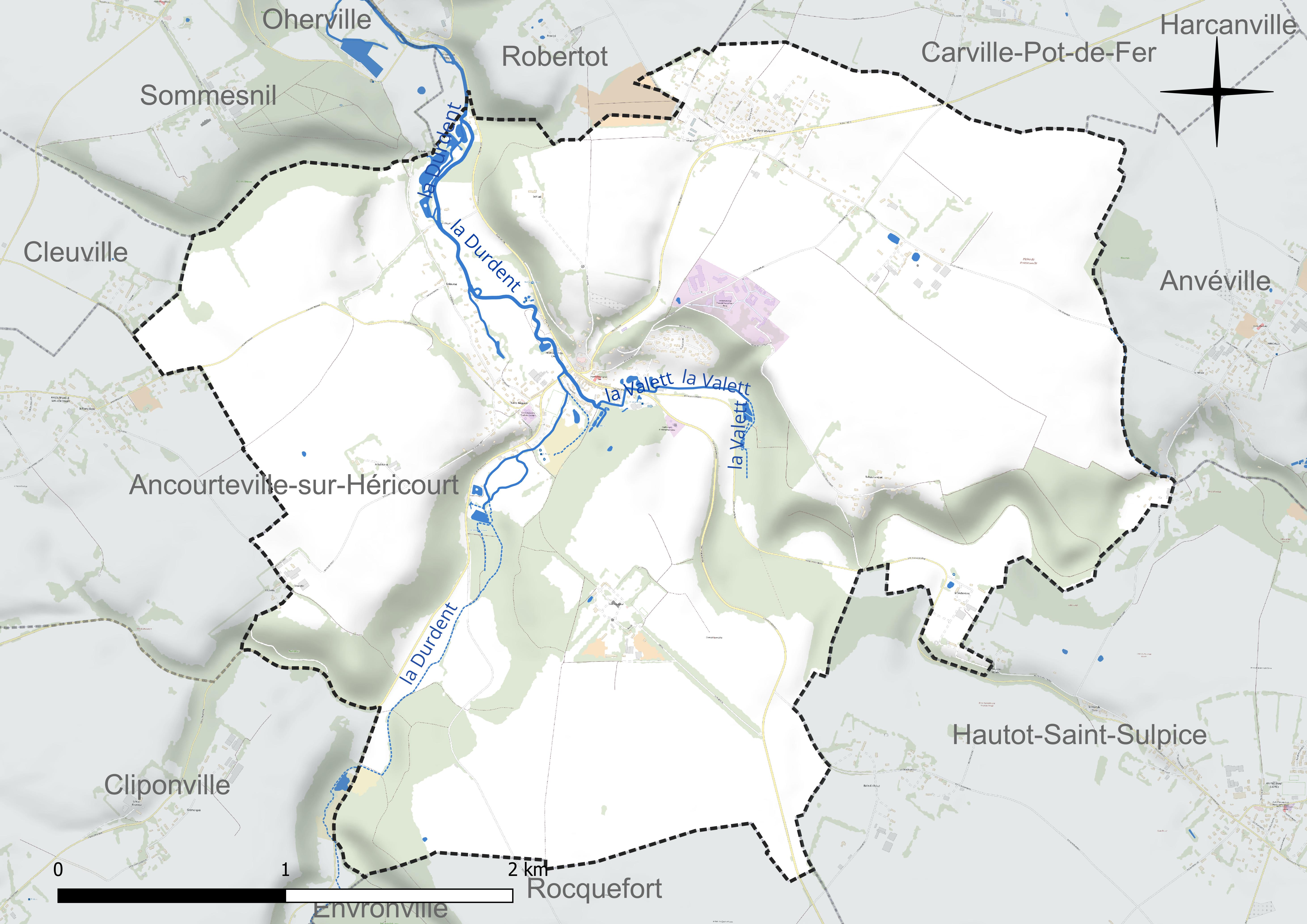
Réseau hydrographique d'Héricourt-en-Caux.

### Climat
Pour des articles plus généraux, voir Climat de la Normandie et Climat de la Seine-Maritime.
En 2010, le climat de la commune est de type climat océanique franc, selon une étude du CNRS s'appuyant sur une série de données couvrant la période 1971-2000. En 2020, Météo-France publie une typologie des climats de la France métropolitaine dans laquelle la commune est exposée à un climat océanique et est dans la région climatique Côtes de la Manche orientale, caractérisée par un faible ensoleillement (1 550 h/an) ; forte humidité de l’air (plus de 20 h/jour avec humidité relative > 80 % en hiver), vents forts fréquents. Parallèlement le GIEC normand, un groupe régional d’experts sur le climat, différencie quant à lui, dans une étude de 2020, trois grands types de climats pour la région Normandie, nuancés à une échelle plus fine par les facteurs géographiques locaux. La commune est, selon ce zonage, exposée à un « climat maritime », correspondant au Pays de Caux, frais, humide et pluvieux, légèrement plus frais que dans le Cotentin.
Pour la période 1971-2000, la température annuelle moyenne est de 10,5 °C, avec une amplitude thermique annuelle de 14 °C. Le cumul annuel moyen de précipitations est de 855 mm, avec 12,7 jours de précipitations en janvier et 8,3 jours en juillet. Pour la période 1991-2020, la température moyenne annuelle observée sur la station météorologique la plus proche, située sur la commune d'Ectot-lès-Baons à 10 km à vol d'oiseau, est de 10,8 °C et le cumul annuel moyen de précipitations est de 905,5 mm,. Pour l'avenir, les paramètres climatiques de la commune estimés pour 2050 selon différents scénarios d'émission de gaz à effet de serre sont consultables sur un site dédié publié par Météo-France en novembre 2022.

## Urbanisme

### Typologie
Au 1er janvier 2024, Héricourt-en-Caux est catégorisée commune rurale à habitat dispersé, selon la nouvelle grille communale de densité à sept niveaux définie par l'Insee en 2022.
Elle est située hors unité urbaine et hors attraction des villes,.

### Occupation des sols
L'occupation des sols de la commune, telle qu'elle ressort de la base de données européenne d’occupation biophysique des sols Corine Land Cover (CLC), est marquée par l'importance des territoires agricoles (76,5 % en 2018), en diminution par rapport à 1990 (78,9 %). La répartition détaillée en 2018 est la suivante : 
terres arables (54,1 %), prairies (18,9 %), forêts (18,1 %), zones urbanisées (5,4 %), zones agricoles hétérogènes (3,5 %). L'évolution de l’occupation des sols de la commune et de ses infrastructures peut être observée sur les différentes représentations cartographiques du territoire : la carte de Cassini (XVIIIe siècle), la carte d'état-major (1820-1866) et les cartes ou photos aériennes de l'IGN pour la période actuelle (1950 à aujourd'hui).

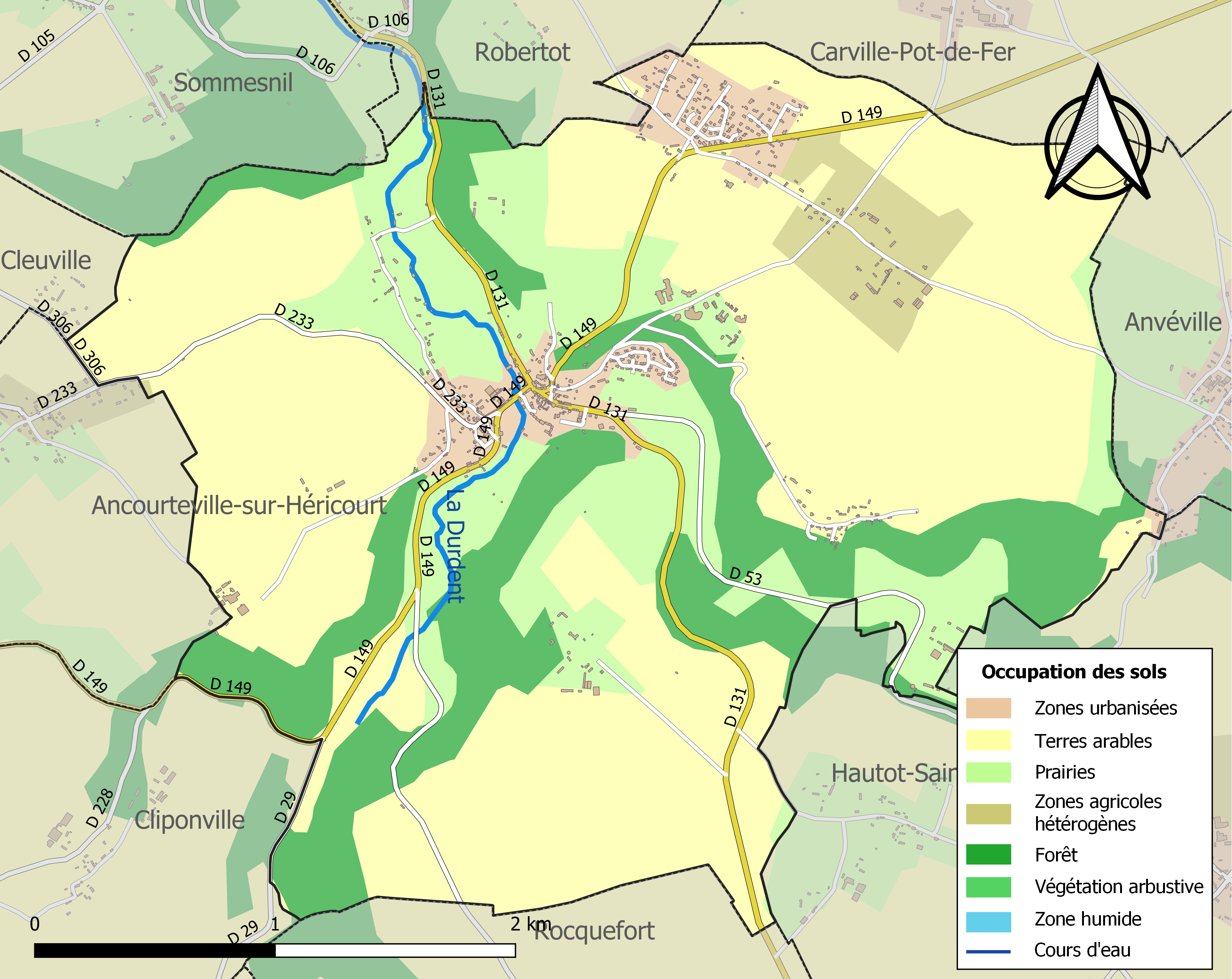
Carte des infrastructures et de l'occupation des sols de la commune en 2018 (CLC).

## Toponymie
Le nom de la localité est attesté sous la forme Herolcurt en 1030 et 1035.
Au cours de la Révolution française, la commune, alors nommée Saint-Denis-d'Héricourt, porte provisoirement le nom d’Héricourt-en-Caux et reprend ensuite son nom initial.

En 1857, la commune absorbe une partie du territoire communal de celle voisine de Saint-Riquier-d'Héricourt (avec Hautot-Saint-Sulpice) et adopte le nom d’Héricourt-en-Caux.

En 1973, la commune absorbe celle voisine de Rocquefort et change de nom pour devenir Rocquefort-sur-Héricourt ; en 1976, cette absorption est annulée et la commune reprend son nom d’Héricourt-en-Caux.
Le pays de Caux est une région naturelle de Normandie.

## Histoire
Vers l'an 1364, le duc de Lancastre qui commandait les troupes du roi d'Angleterre son frère, ravagea le pays, et fit mettre le feu à un moulin, sur la rivière, proche le lieu appelé aujourd'hui Gréaume, et autrefois Annemoulin, Emondeville, Escombardeville.
| Période                                  | Période                    | Identité                                        | Étiquette | Qualité |
| ---------------------------------------- | -------------------------- | ----------------------------------------------- | --------- | --- |
| 1860                                     |                            | Hébert de Beauvoir                              |           | |
| Les données manquantes sont à compléter. |                            |                                                 |           | |
|                                          |                            | Gaston Hébert de Beauvoir du Boscol (1879-1957) |           | Ancien chef de bataillon Nommé membre de la Commission administrative départementale en 1941 par le Gouvernement de Vichy |
| Les données manquantes sont à compléter. |                            |                                                 |           | |
| 1989                                     | décembre 2011              | Denis Aubourg,                                  |           | Directeur d'établissement pour personnes handicapées                                                                      |
| janvier 2012                             | En cours (au 10 août 2020) | Emmanuel Cauchy                                 |           | Agriculteur exploitant forestier Réélu pour le mandat 2020-2026,                                                          |

## Démographie
L'évolution du nombre d'habitants est connue à travers les recensements de la population effectués dans la commune depuis 1793. Pour les communes de moins de 10 000 habitants, une enquête de recensement portant sur toute la population est réalisée tous les cinq ans, les populations de référence des années intermédiaires étant quant à elles estimées par interpolation ou extrapolation. Pour la commune, le premier recensement exhaustif entrant dans le cadre du nouveau dispositif a été réalisé en 2008.

En 2022, la commune comptait 950 habitants, en évolution de −1,45 % par rapport à 2016 (Seine-Maritime : +0,35 %, France hors Mayotte : +2,11 %).
| 1793 | 1800 | 1806 | 1821 | 1831 | 1836 | 1841 | 1846 | 1851 |
| ---- | ---- | ---- | ---- | ---- | ---- | ---- | ---- | ---- |
| 450  | 477  | 481  | 534  | 624  | 664  | 645  | 657  | 693  |

| 1856 | 1861  | 1866  | 1872  | 1876 | 1881 | 1886 | 1891 | 1896 |
| ---- | ----- | ----- | ----- | ---- | ---- | ---- | ---- | ---- |
| 735  | 1 075 | 1 037 | 1 008 | 998  | 930  | 965  | 909  | 841  |

| 1901 | 1906 | 1911 | 1921 | 1926 | 1931 | 1936 | 1946 | 1954 |
| ---- | ---- | ---- | ---- | ---- | ---- | ---- | ---- | ---- |
| 856  | 806  | 751  | 603  | 604  | 580  | 682  | 604  | 593  |

| 1962 | 1968 | 1975 | 1982 | 1990 | 1999 | 2006 | 2008 | 2013 |
| ---- | ---- | ---- | ---- | ---- | ---- | ---- | ---- | ---- |
| 490  | 425  | 515  | 681  | 730  | 867  | 925  | 942  | 936  |

| 2018 | 2022 | - | - | - | - | - | - | - |
| ---- | ---- | - | - | - | - | - | - | - |
| 945  | 950  | - | - | - | - | - | - | - |

## Jumelage
La commune d'Héricourt-en-Caux est jumelée avec la commune italienne de Roncaro.

## Vie associative et sportive

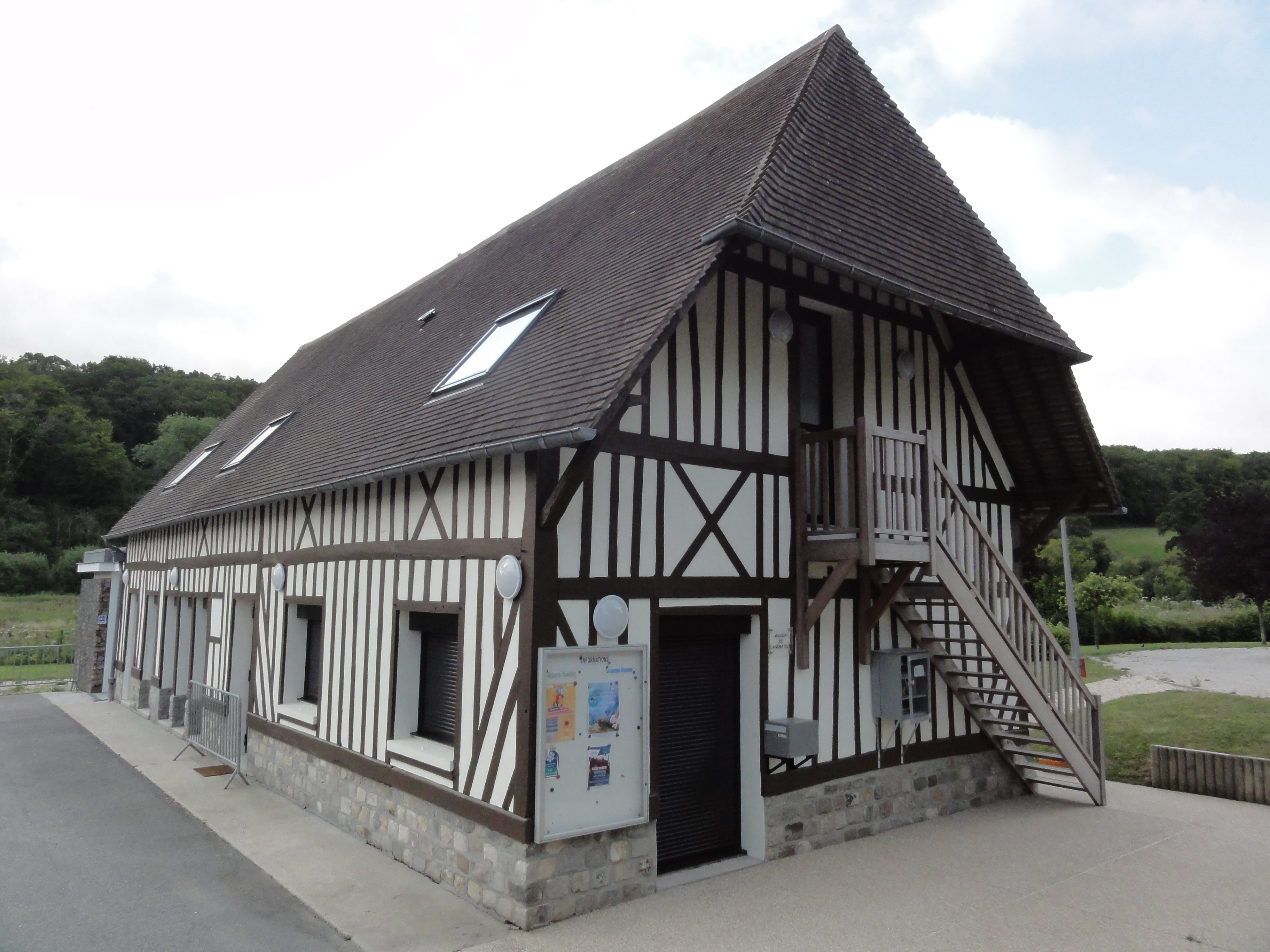
La Maison de l'Association.
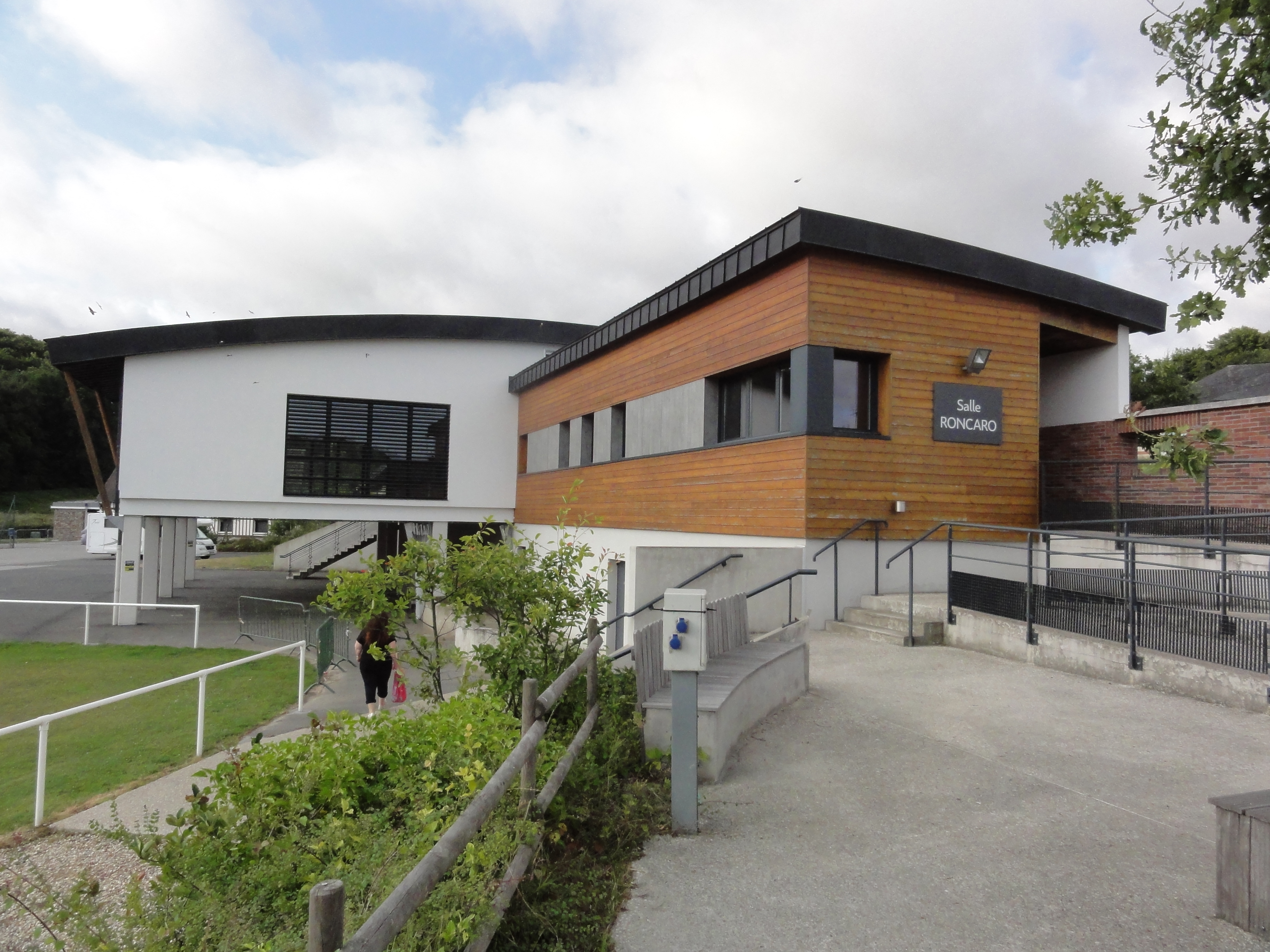
La salle Roncaro.

## Culture locale et patrimoine

### Lieux et monuments
- L'église Saint-Denis construite entre 1850 et 1858 et qui surplombe le bourg d'Héricourt-en-Caux et la vallée de la Durdent.
- Une tour-clocher (beffroi) construite en 1903 à côté de l'église et qui renferme trois cloches.
- Le monument aux morts.
- La chapelle Saint-Riquier avec une croix sculptée dans l'enceinte de la chapelle.
- Le château du Boscol fait l'objet d'un classement au titre des monuments historiques depuis le 23 février 1981[27].
- Le grand moulin sur la Durdent qui servait pour la mouture jusqu’en 1956.

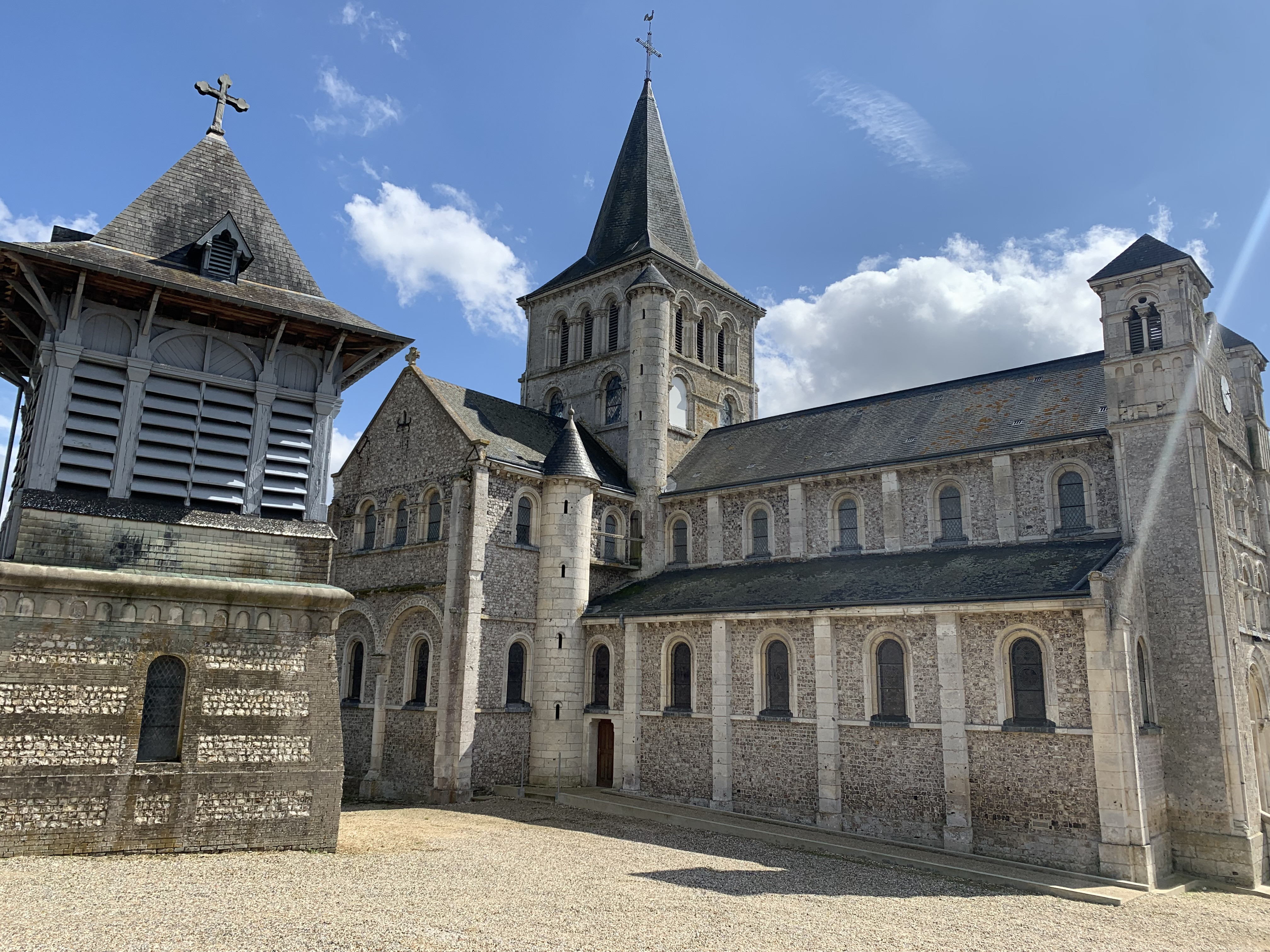
L'église Saint-Denis datant du XVIe siècle et le beffroi.
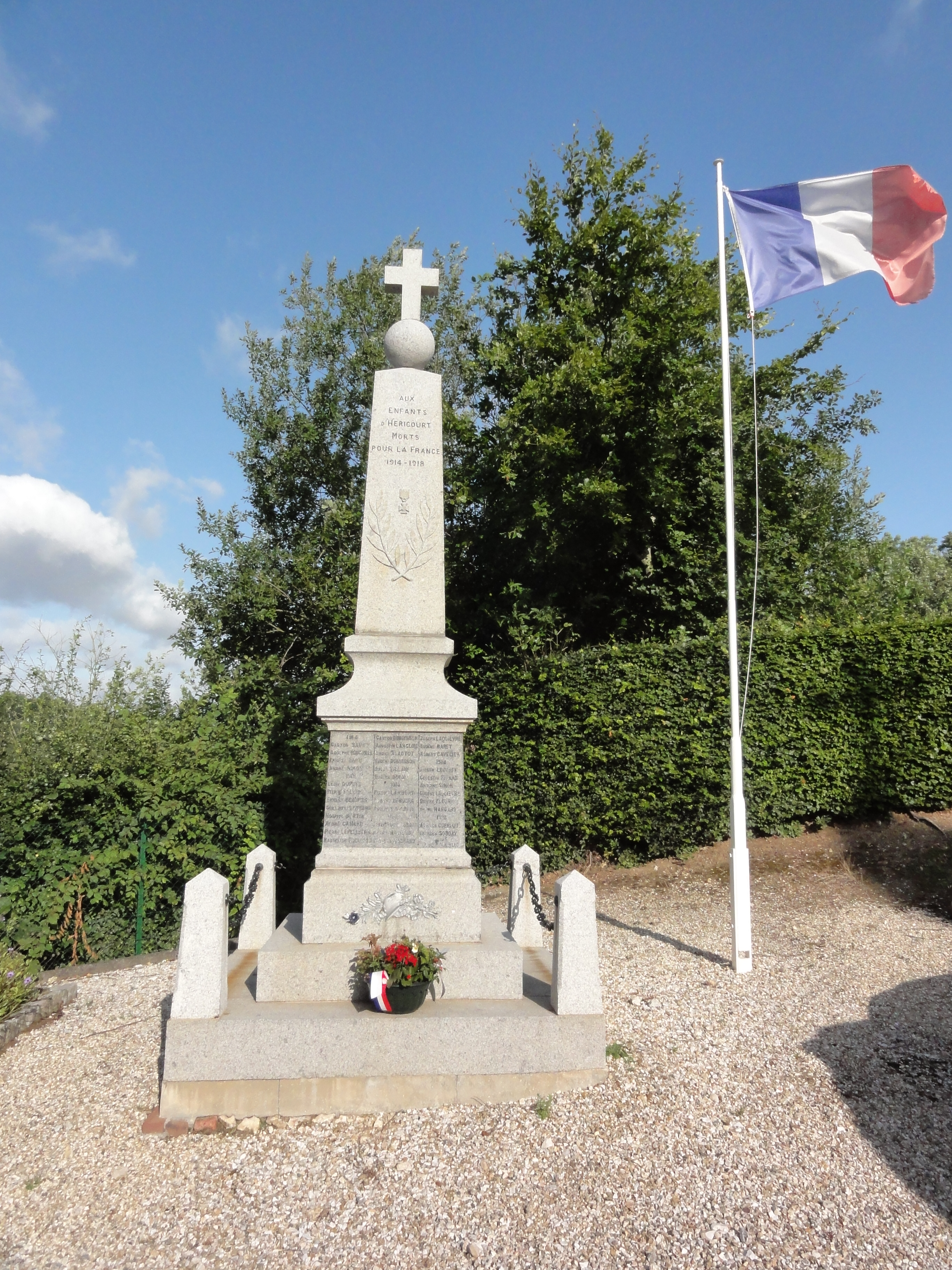
Le monument aux morts.
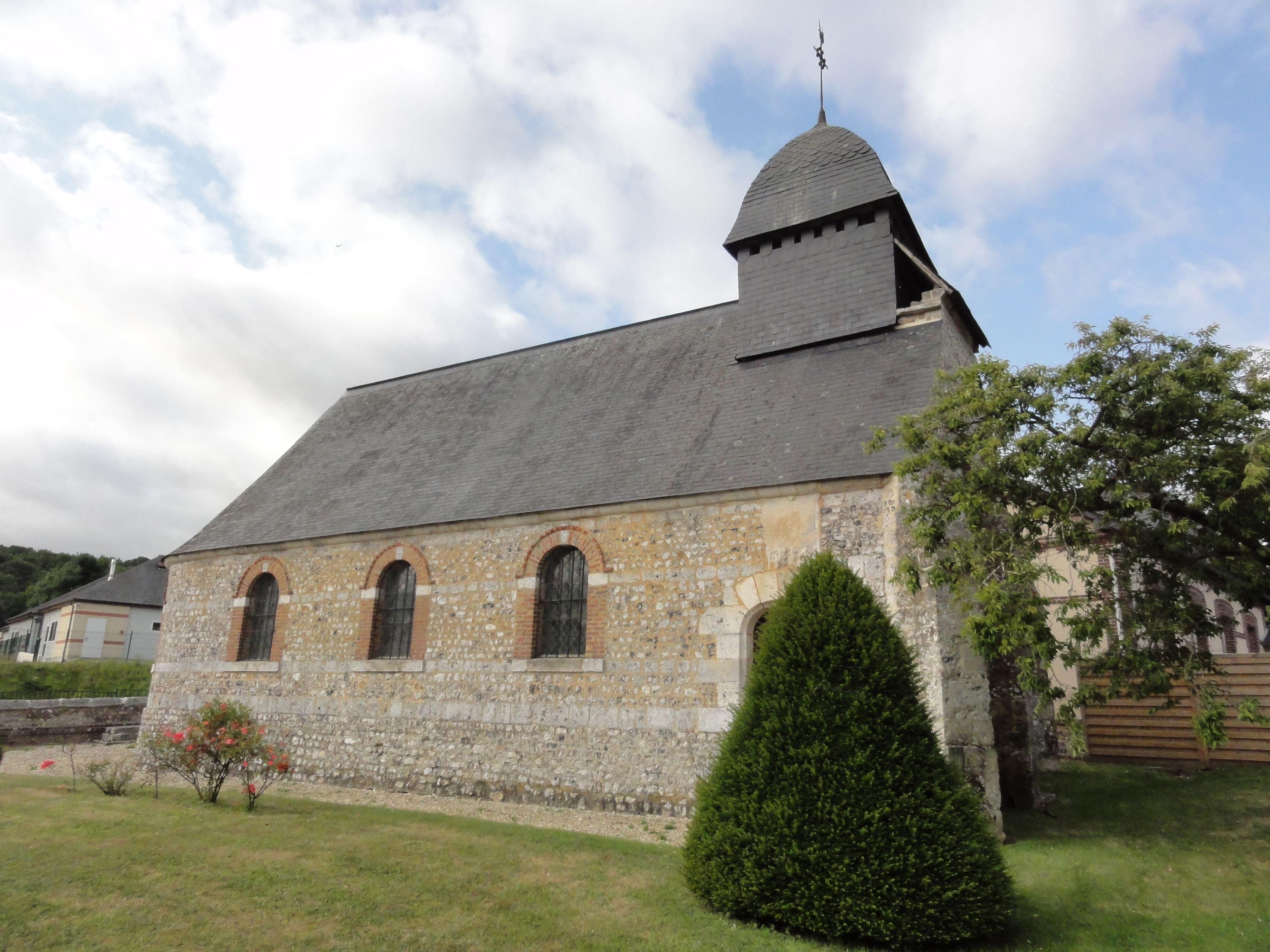
La chapelle Saint-Riquier.
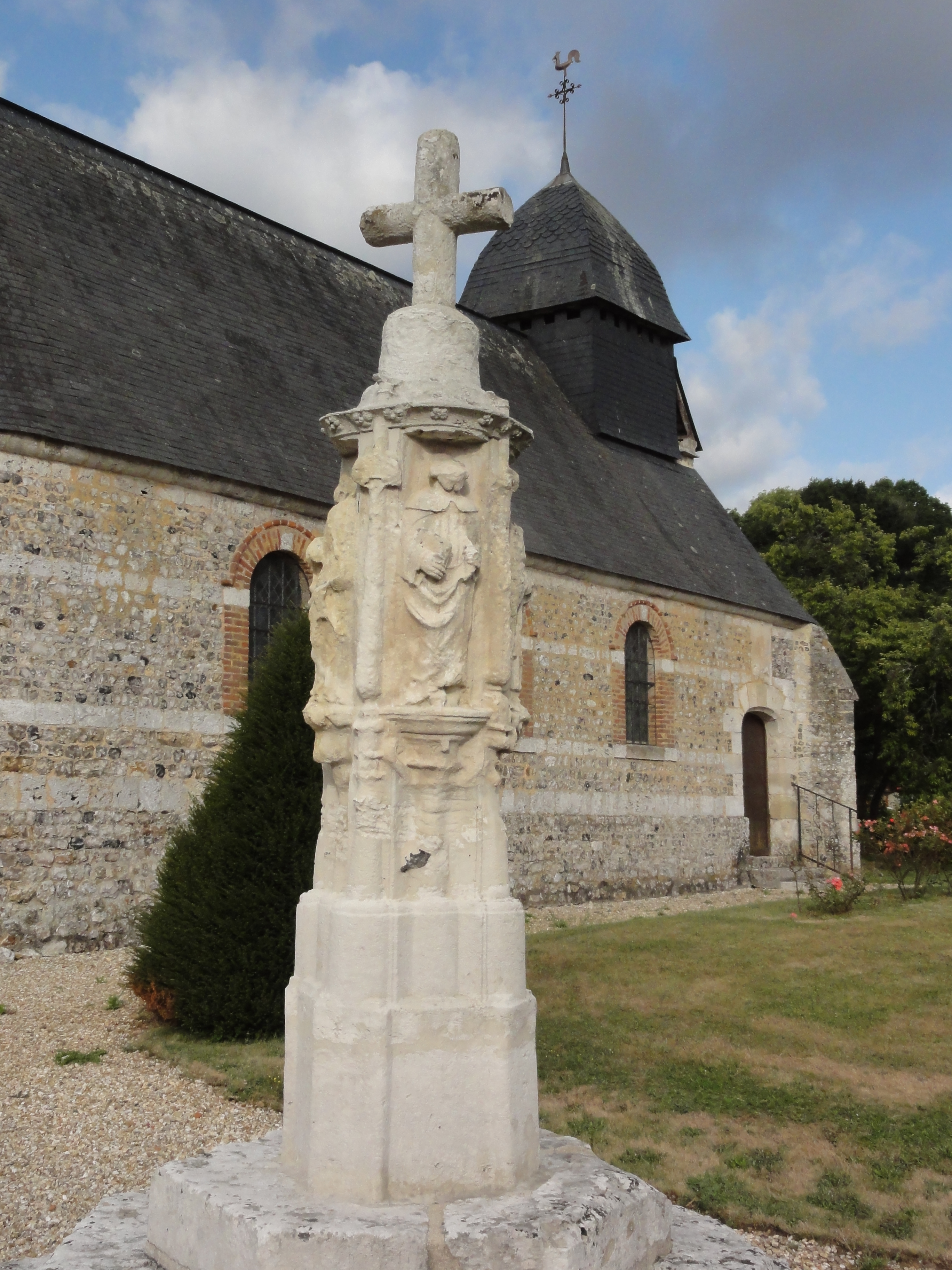
La croix sculptée auprès de la chapelle.
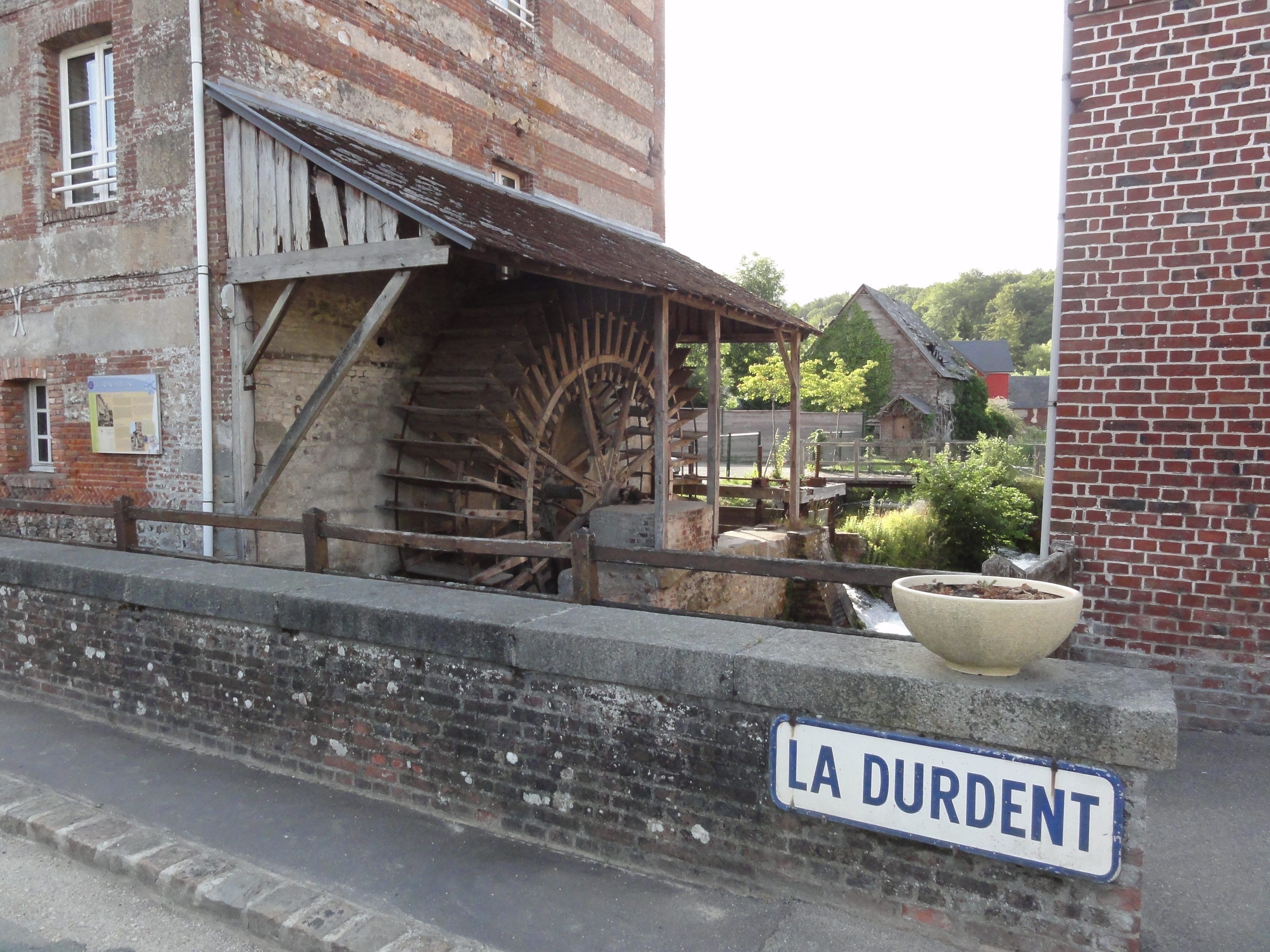
Le grand moulin sur la Durdent.

### Patrimoine naturel
- L'allée du château de Boscol à Héricourt-en-Caux  Site classé (1943)[28].
- Le sentier de grande randonnée (GR 211) passe sur le territoire de la commune.

### Héraldique
| Armes de Héricourt-en-Caux | Les armes de la commune de Héricourt-en-Caux se blasonnent ainsi : D'azur au pal diminué ondé d'argent, chargé de trois grenades de sinople ouvertes de gueules, accosté de quatre crosserons [têtes de crosse] d'argent, l'un au-dessus de l'autre, ceux de senestre contournés. Création Martial Crespeau et Denis Joulain. Adopté le 21 juin 2013. |

### Personnalités liées à la commune
- Le sculpteur Alfred Gauvin est né à Héricourt en 1836.